# بهشت احمق‌ها
بهشت احمق‌ها (به انگلیسی: Fool's Paradise) یک فیلم کمدی آمریکایی تولید سال ۲۰۱۸ اکران ۲۰۲۳ به نویسندگی و کارگردانی چارلی دی است. چارلی دی، کن جیونگ، ری لیوتا، کیت بکینسیل، آدرین برودی، کامن، جیسون سودیکیس، ادی فالکو و جان مالکوویچ در این فیلم به ایفای نقش پرداخته‌اند.

## داستان
زمانی که متوجه می‌شود مردی لال که اخیراً از یک مرکز بهداشت روانی آزاد شده‌است، یک روزنامه‌نگار خوش شانس (جیونگ) شانس خود را به دست می‌آورد (دی) دقیقاً شبیه یک بازیگری است که حاضر به ترک کار خود نیست.

## تولید
فیلمبرداری در اکتبر ۲۰۱۸ در لس آنجلس آغاز شد.